# Asplenium papyraceum
Asplenium papyraceum là một loài thực vật có mạch trong họ Aspleniaceae. Loài này được (Jermy & T.G. Walker) N. Murak. & R.C. Moran miêu tả khoa học đầu tiên năm 1993.